# Meridià 153 a l'oest
El meridià 153 a l'oest de Greenwich és una línia de longitud que s'estén des del pol Nord travessant l'oceà Àrtic, Amèrica del Nord, l'oceà Pacífic, Oceania, l'oceà Antàrtic, i l'Antàrtida fins al pol Sud.
El meridià 153 a l'oest forma un cercle màxim amb el meridià 27 a l'est. Com tots els altres meridians, la seva longitud correspon a una semicircumferència terrestre, uns 20.003,932 km. Al nivell de l'Equador, és a una distància del meridià de Greenwich de 17.031 km.

## De Pol a Pol
Començant en el pol Nord i dirigint-se cap al pol Sud, aquest meridià travessa:
| Coordenades                               | País, territori o mar | Notes                                                                                                   |
| ----------------------------------------- | --------------------- | --- |
| 90° 0′ N, 153° 0′ O / 90.000°N,153.000°O  | Oceà Àrtic            | |
| 71° 54′ N, 153° 0′ O / 71.900°N,153.000°O | Mar de Beaufort       | |
| 70° 54′ N, 153° 0′ O / 70.900°N,153.000°O | Estats Units          | Alaska                                                                                                  |
| 59° 48′ N, 153° 0′ O / 59.800°N,153.000°O | Badia de Cook         | |
| 58° 45′ N, 153° 0′ O / 58.750°N,153.000°O | Estret de Shelikof    | Passa a l'est de Cap Douglas, Alaska, Estats Units (a 58° 51′ N, 143° 14′ O / 58.850°N,143.233°O)       |
| 58° 18′ N, 153° 0′ O / 58.300°N,153.000°O | Estats Units          | Alaska — illa Afognak, illa Raspberry, illa Kodiak i illa Sitkalidak                                    |
| 57° 7′ N, 153° 0′ O / 57.117°N,153.000°O  | Oceà Pacífic          | Passa a l'oest de l'illa de Rimatara, Polinèsia Francesa (a 22° 38′ S, 152° 52′ O / 22.633°S,152.867°O) |
| 60° 0′ S, 153° 0′ O / 60.000°S,153.000°O  | Oceà Antàrtic         | |
| 77° 15′ S, 153° 0′ O / 77.250°S,153.000°O | Antàrtida             | Dependència de Ross, reclamat per Nova Zelanda                                                          |